# Maxillopoda
Classe
Classification phylogénétique
- Cuticulates
  - Gastrotriches
  - Ecdysozoaires
    - Panarthropodes
      - Onychophores
      - Tardigrades
      - Euarthropodes
        - Chélicériformes
          - Pycnogonides
          - Chélicérates
            - Mérostomes
            - Arachnides

        - Mandibulates
          - Myriapodes
          - Pancrustacés
            - Rémipèdes
            - Céphalocarides
            - Maxillopodes
            - Branchiopodes
            - Malacostracés
            - Hexapodes

    - Introvertés

Les Maxillopodes (Maxillopoda) sont une classe de crustacés. Ils sont caractérisés par une réduction de l'abdomen et des appendices. Les groupes qui comprennent le plus d'espèces sont ceux des bernacles et des copépodes.

## Classification
Cette classe de crustacés n'est plus reconnue par certaines classifications, comme WoRMS, qui la considère polyphylétique et redistribue ses sous-classes parmi les Oligostraca et Multicrustacea. 
Classification selon ITIS (21 février 2018) :
- sous-classe Branchiura Thorell, 1864
- sous-classe Copepoda Milne-Edwards, 1840 — copépodes
- sous-classe Mystacocarida Pennak & Zinn, 1943
- sous-classe Pentastomida Diesing, 1836 — pentastomes
- sous-classe Tantulocarida Boxshall & Lincoln, 1983
- sous-classe Thecostraca Gruvel, 1905 — Cirrhipèdes

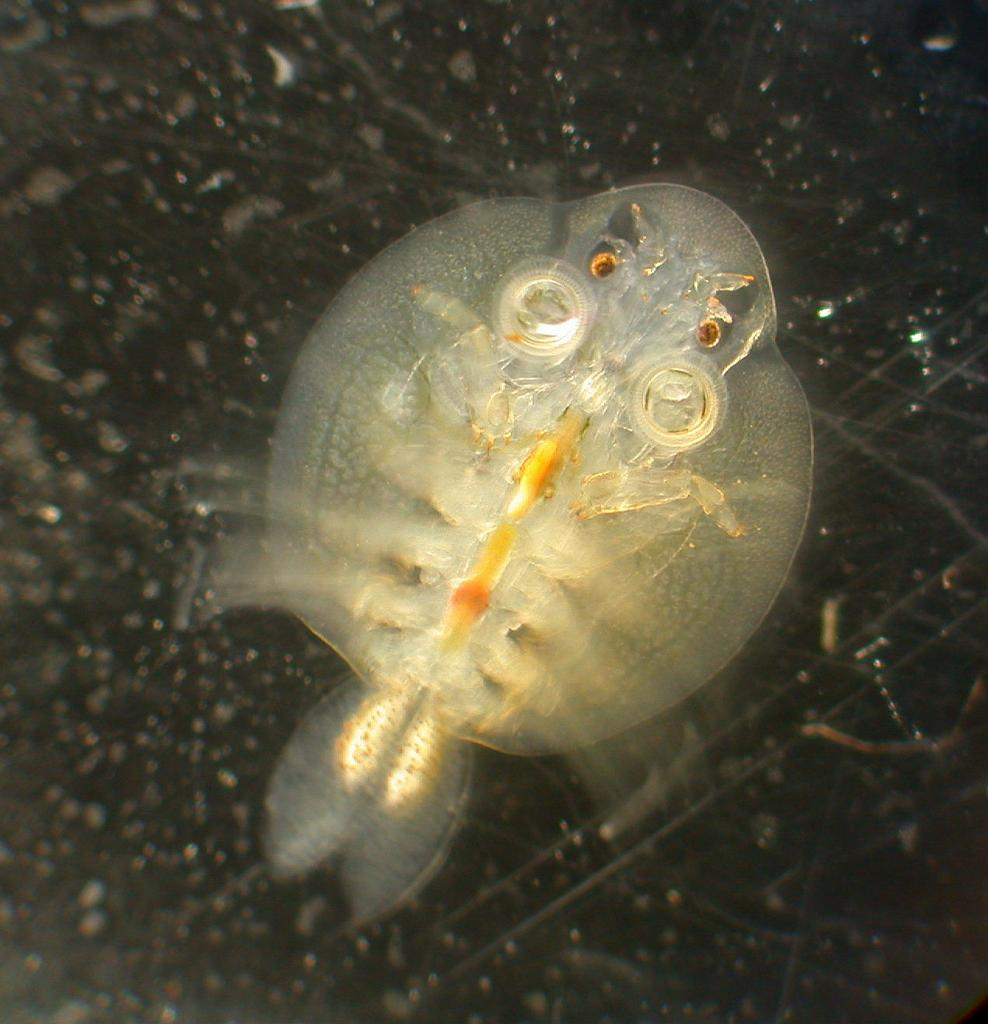
Argulus coregoni (Branchiura)
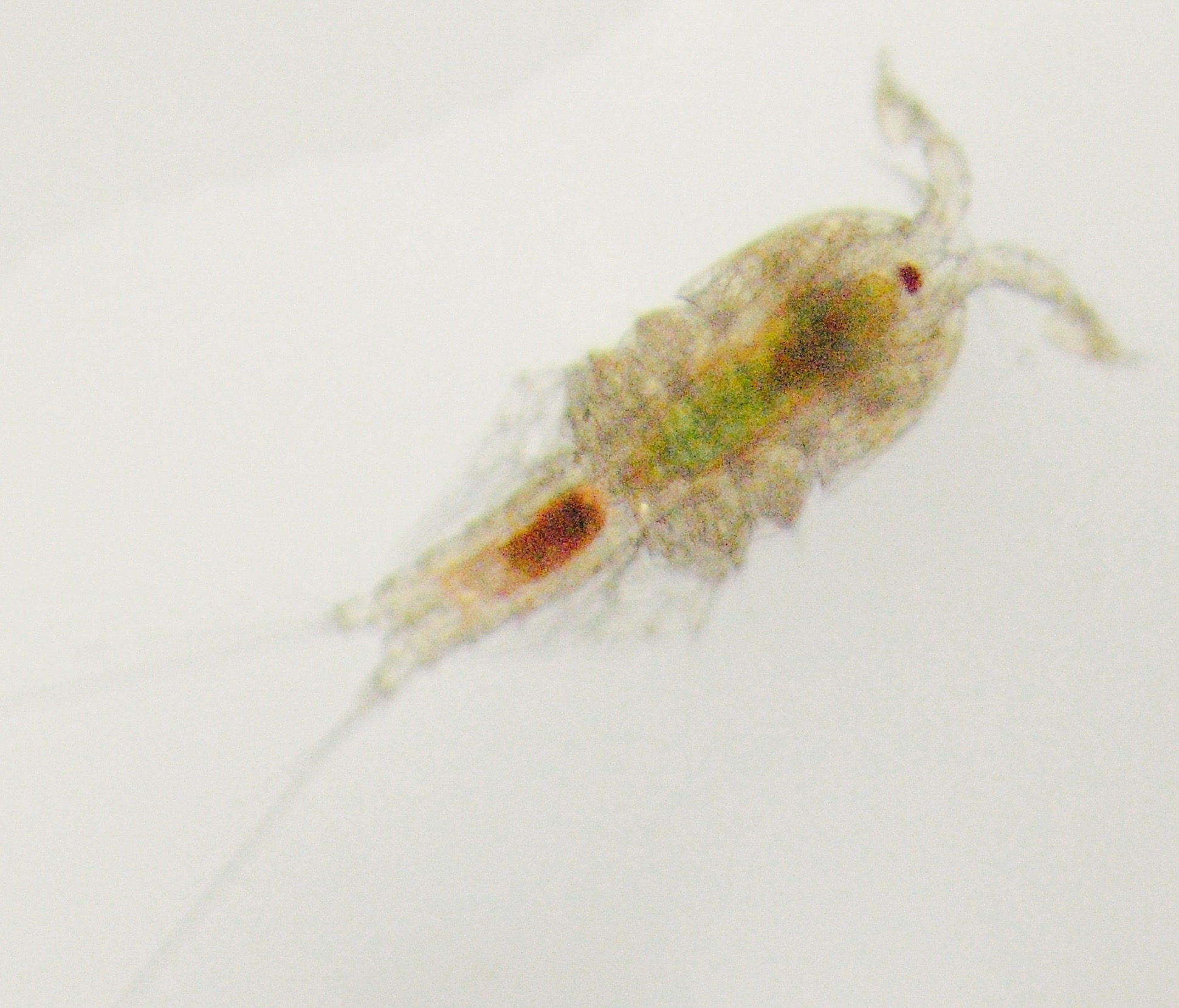
Tigriopus brevicornis (Copepoda)
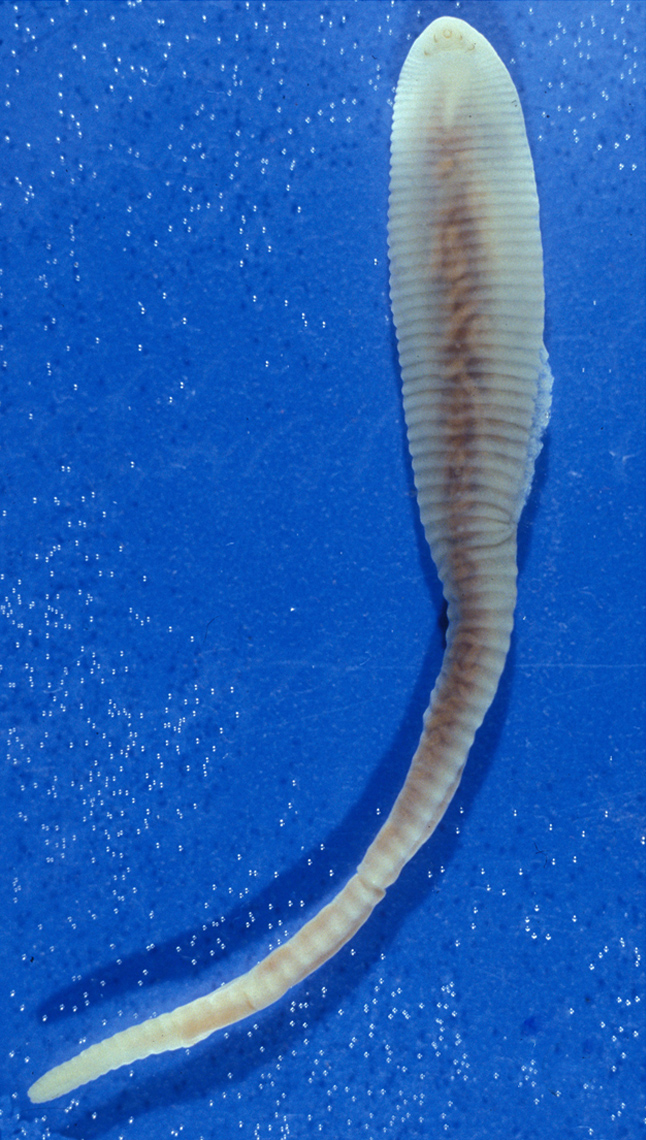
Linguatula serrata (Pentastomida)
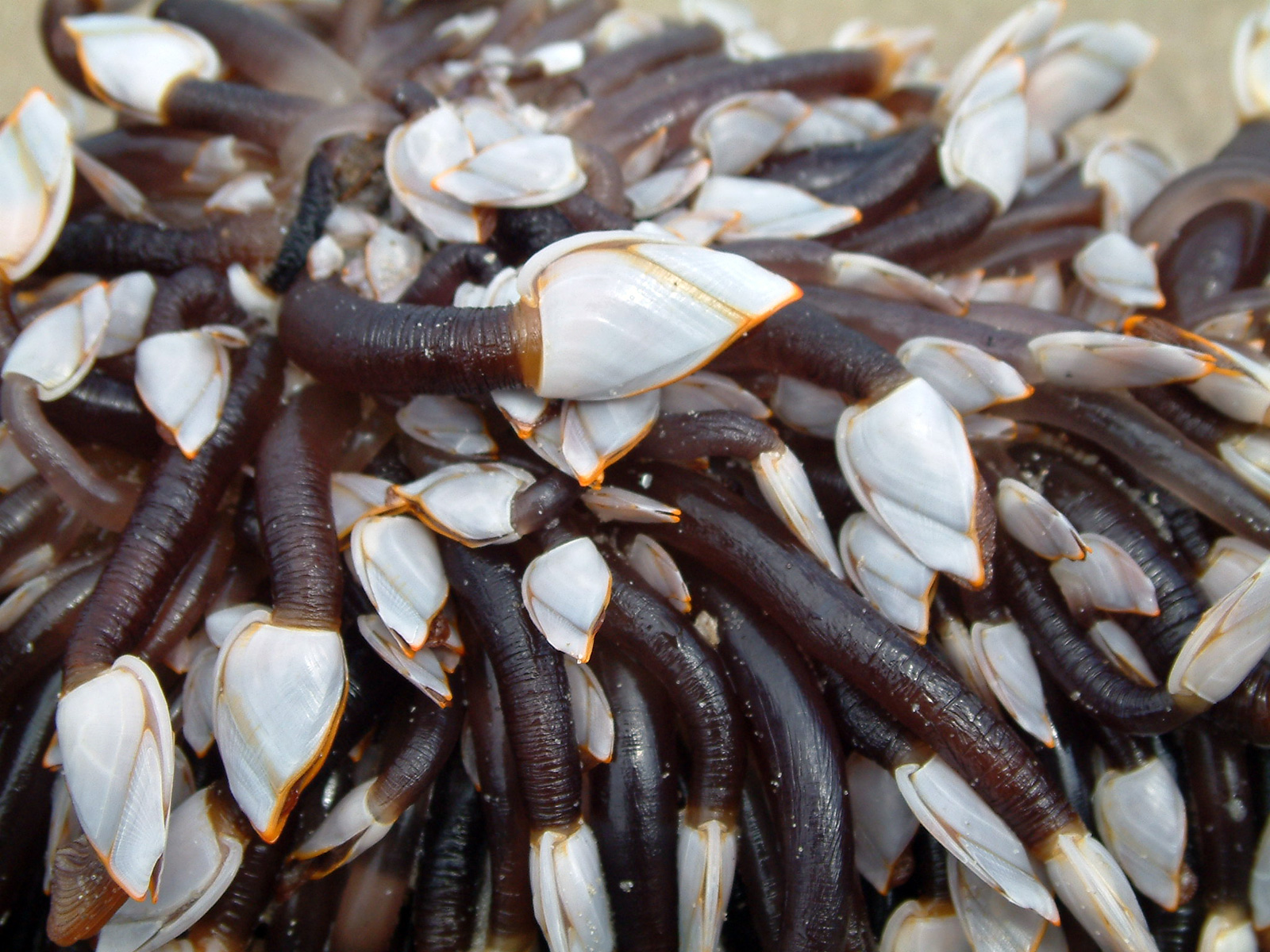
Lepas anatifera (Thecostraca)